# Alpen Rose
Alpen Rose (アルペンローゼ, Arupen Rōze, littéralement Rose des Alpes) est un shōjo manga créé par Michiyo Akaishi. 

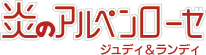
Logo Alpen Rose.

L'adaptation en anime diffusée en France sous le titre de Julie et Stéphane (炎のアルペンローゼ ジュディ＆ランディ, Honô no Alpen Rose - Jeudi & Lundi, litt. La rose des Alpes des flammes - Jeudi et Lundi) a été réalisée par Tatsunoko Production en 1985, avec Akemi Takada comme character designer et Joe Hisaishi en tant que compositeur.

## Synopsis
Années 1930, Stéphane (Lundi dans la version originale), un jeune garçon suisse découvre par hasard, en suivant un perroquet blanc, une petite fille de 5 ans qui semble perdue. Unique survivante d'un accident d'avion et amnésique, Stéphane la prénomme alors Julie (Jeudi en V.O.) et la ramène chez lui. Ils passeront leur enfance ensemble, finissant par tomber amoureux l'un de l'autre. Ce n'est que quelques années plus tard que Julie, âgée alors de 13 ans, décide de partir à la recherche de son passé. La seule chose dont elle se souvient est une chanson, "Rose alpine". Stéphane part alors avec elle et débute une aventure, en plein début de la Seconde Guerre mondiale, où ils devront faire face à de nombreux obstacles, à commencer par le comte de Gourmont qui les poursuivra sans relâche. Ils feront notamment la connaissance de Léonard Ashenbach, compositeur de renom et auteur de la musique "Rose des Alpes", que reconnaîtra Julie…

## Voix Françaises
- Laurence Crouzet : Julie Corto / Alicia Brendel
- Gilles Laurent : Stéphane Corto
- Vincent Ropion : Léonard Ashenbach
- Régis Reuilhac : le comte Georges de Gourmont
- Dorothée Jemma : la comtesse Françoise de Gourmont (1e voix) / Marie
- Magali Barney : la comtesse Françoise de Gourmont (2e voix) / Matilda Tranchamp
- Monique Thierry : Hélène Dunan
- Maurice Sarfati : Pompon le perroquet / Jean-Jacques
- Roger Crouzet : Jacques Dunan / Bolmann / Pompon le perroquet (voix de remplacement)
- Renée Régnard : grand-mère de Julie
- Jean-Pierre Delage : Friedrich Brendel / Général Henri Guisan / Commandant Shreïer
- Marc Lebel : Stéphane Tranchamp / Heinrich Graf
- Nicolas Brémont : Hanz
- Anne Jarry : Katarina
- Jacques Torrens : voix additionnelles
- Virginie Méry : voix additionnelles
- William Coryn : voix additionnelles

## Liste des épisodes
1. Le Grand Départ
2. Le Cadeau merveilleux
3. Un torrent de regrets
4. Le Piège imminent
5. Le Jardin qui connaît le passé
6. La Rose rouge
7. Le Chant du courage
8. La Fuite éperdue
9. Le Chevalier au sabre
10. Les Souvenirs
11. L'Ambition
12. Une autre Alicia
13. La Forteresse inébranlable
14. Les Adieux
15. Le Piano brisé
16. Une aide précieuse
17. Un crime monstrueux
18. Un chant d'amour
19. La Liberté
20. Les Ailes du rêve

## Liens
- AmimeGuide, Résumé des épisodes.
- Planète Jeunesse, fiche technique
- www.blackbox-editions.com/fiche-19-julie-et-stephane.html
- www.blackbonesboutique.com/julie-et-stephane-integrale-4-dvd.htm